# La Sainte Famille (film 1903)
La Sainte Famille è un cortometraggio del 1903 diretto da Lucien Nonguet e Ferdinand Zecca. Sesto episodio del film La Vie et la Passion de Jésus-Christ (1903), che è composto da 27 episodi.

## Trama
La santa famiglia sta lavorando alle loro occupazioni quotidiane, Maria è alla ruota del filatoio, Giuseppe e Gesù sono al piano del falegname. Giuseppe sta insegnando al ragazzo il suo mestiere.